# Matmata

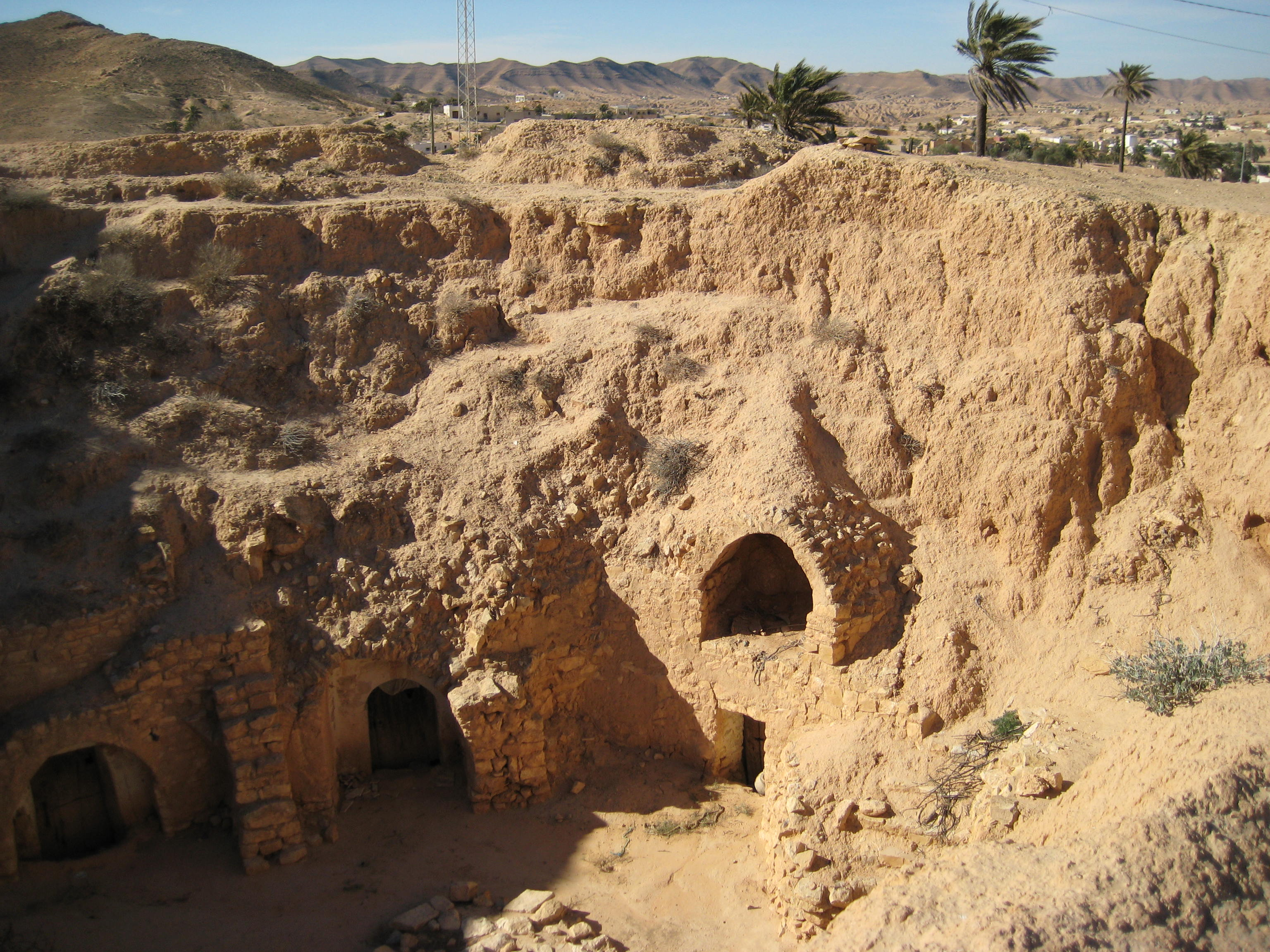
Grotwoning in Matmata

Matmata of Metmata (Berberse uitspraak: Mtmata) is een kleine Berberstalige plaats in Tunesië met ongeveer 2000 inwoners.
De plaats ligt aan de rand van de Sahara, ongeveer 450 kilometer ten zuiden van de hoofdstad Tunis en relatief niet ver van de plaatsen Gabès en Médenine. De omgeving van Matmata lijkt zeer sterk op een maanlandschap, met kraters en karakteristieke heuvels. De sciencefictionfilmserie Star Wars is gedeeltelijk bij Matmata opgenomen, waardoor de plaats ook meer bekendheid kreeg.
De naam Matmata is ontleend aan de naam van een Berberse stam uit deze buurt. In de grond zijn verticaal woningen uitgegraven, die hierdoor relatief koel zijn en waar tegenwoordig nog mensen wonen.
Tijdens toeristische excursies kunnen Matmata en de Berbers die er wonen, bezocht worden.

Panorama van Matmata, Januari 2011.